# HNK Mladost Vidovice
HNK Mladost je hrvatski bosanskohercegovački nogometni klub iz Vidovica kod Orašja.

## Povijest
Klub je osnovan 1954. godine. Između 2014. i 2017. klub je bio neaktivan u seniorskim natjecanjima. 
Trenutačno se natječe u 2. županijskoj ligi PŽ.